# Clifford Edmund Bosworth
Clifford Edmund Bosworth (Sheffield, Regne Unit, 29 de desembre de 1928, Yeovil, 28 de febrer de 2015) fou un historiador i orientalista britànic, especialitzat en estudis de l'islam.
Va rebre el seu batxillerat en arts a la Universitat d'Oxford, i els graus de Magister en Art (M.A.) i de Doctor de Filosofia (PhD) a la Universitat d'Edimburg. Fou professor titular a les universitats de St. Andrews i Manchester i al Centre d'Humanitats de la Universitat de Princeton. És autor d'aproximadament cent articles en revistes acadèmiques i volums compostos. Les seves altres contribucions agrupen dos-cents articles a l'Enciclopèdia de l'Islam i uns cent articles a l'Encyclopaedia Iranica, així com els articles per a l'Encyclopædia Britannica i l'Encyclopedia Americana. El professor Bosworth fou també membre de l'Acadèmia Britànica.

## Premis
- Premi per les seves contribucions als estudis iranians, 2001 de la Fundació Dr. Mahmud Afshar.
- Medalla de plata Avicenna de la UNESCO, 1998.
- Premi Triennal, 2003.
- Premi del Ministeri de Cultura i Guia Islàmica, Teheran, per les seves contribucions als estudis històrics iranians, 2003.